# Цремушина
45°48′ пн. ш. 17°13′ сх. д. / 45.80° пн. ш. 17.21° сх. д.
Цремушина (хорв. Cremušina) — населений пункт у Хорватії, в Б'єловарсько-Білогорській жупанії у складі громади Великий Ґрджеваць.

## Населення
Населення за даними перепису 2011 року становило 1 осіб.
Динаміка чисельності населення поселення: